# جيمي كلير
جيمي كلير (بالإنجليزية: Jimmy Clare)‏ (6 نوفمبر 1959 في المملكة المتحدة - ) هو لاعب كرة قدم بريطاني في مركز الهجوم. لعب مع تشارلتون أثلتيك وتشيلسي.